# Emil Mahl

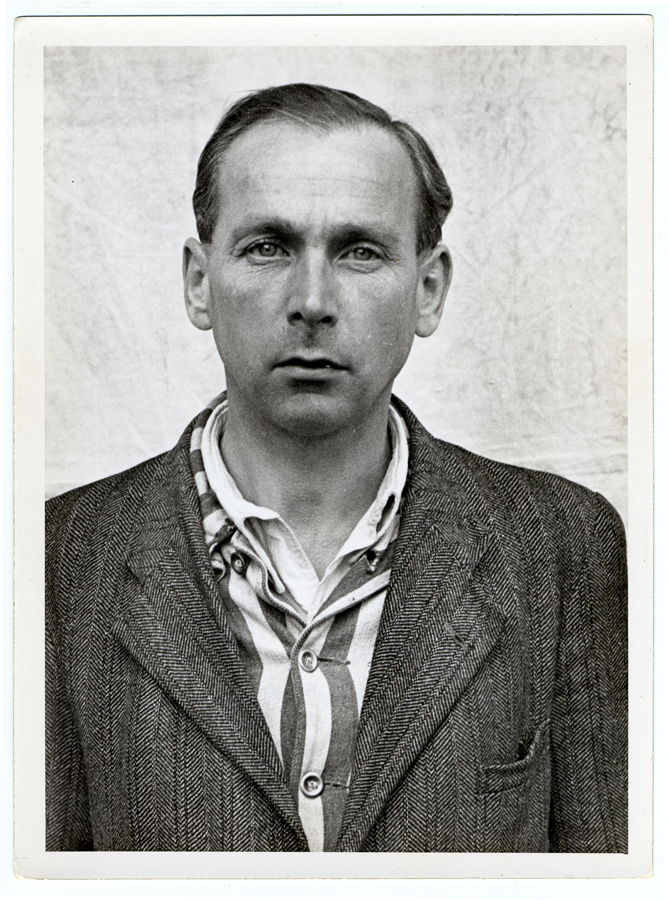
Emil Mahl in amerikanischer Internierung. Aufnahme von 1945.

Emil Erwin Mahl (* 9. November  1899 in Karlsruhe; † 1. April 1967 in Heidelberg) war ein deutscher Funktionshäftling im KZ Dachau, der als Kapo im Krematorium des KZ Dachau eingesetzt war und an Exekutionen teilnahm.

## Biografie
Mahl, geschieden und Vater eines Kindes, war von Beruf Mechaniker. Er war von 1940 bis Ende April 1945 als sogenannter Berufsverbrecher Häftling im KZ Dachau. Er wurde dort zunächst in unterschiedlichen Arbeitskommandos, unter anderem in einem Baukommando und zur Trümmerbeseitigung, eingesetzt. Zudem war er in Dachau auch zeitweise Blockältester des Strafblocks. Ab 1943 arbeitete er im Lagerkrematorium und fungierte dort ab Juli 1944 als Kapo unter Theodor Heinrich Bongartz bis zur Befreiung des Lagers Ende April 1945.
Seine Aufgaben im Krematorium umfassten den Transport der Leichen zum Krematorium und deren Verbrennung. Nach Kriegsende berichtete Mahl, dass die jüdischen Häftlinge des Krematoriumkommandos von Zeit zu Zeit ausgetauscht und nach ihrer Tätigkeit im Krematorium als potentielle Zeugen beseitigt wurden. Zwei Monate nach seiner Tätigkeit im Krematoriumskommando wurde Mahl auch zur Teilnahme und Mithilfe bei 800 bis 1000 Hängungen herangezogen. Dies brachte ihm die Titulierung „Henker von Dachau“ ein. Nach Kriegsende sagte Mahl aus, dass bei Exekutionen Friedrich Wilhelm Ruppert, Rudolf Heinrich Suttrop, Josef Jarolin, Franz Xaver Trenkle, Wilhelm Wagner, Franz Böttger, Alfred Kramer, Josef Seuß, Johann Viktor Kirsch und Theodor Heinrich Bongartz in unterschiedlicher Zusammensetzung anwesend waren. Von den Lagerärzten nannte er Fritz Hintermayer, Fridolin Karl Puhr und Hans Eisele. Johann Kick soll die Häftlinge zum Krematorium gebracht haben und Leonhard Anselm Eichberger soll dabei der anwesende Berichterstatter gewesen sein. Die Exekutionen wurden seinen Aussagen zufolge durch Hängen, Erschießen oder Giftinjektionen durchgeführt. Mahl selbst soll eigenen Angaben zufolge von den anwesenden SS-Offizieren teilweise getreten worden sein, um die Exekutionen schneller durchzuführen. Zudem gab er an, dass Trenkle ihm einmal die Zähne ausgeschlagen haben soll. Über die Exekution des Hitlerattentäters Georg Elser am 9. April 1945 sagte Mahl Anfang der 1950er Jahre folgendes aus:
„An einem Abend im April […] kam der Verwalter des Krematoriums, SS-Oberscharführer Bongartz, zu mir in meine Wohnstube im Neuen Krematorium. Er sagte mir, wir (Häftlinge vom Krematorium) dürften an diesem Abend nicht heraus aus dem Krematorium gehen, wenn wir aber Schießen hören, sollen wir mit einer Tragbahre sofort herauskommen. […] So um 23.00 sagte mir Geiger, er habe Schießen gehört. Auch ich hatte dies gehört und forderte deshalb Geiger und Ziegler auf, mit mir mit einer Tragbahre herauszugehen. Vor dem Krematorium zögerten die beiden noch, da sie Angst hatten, sind aber dann mit mir langsam zu einer Stelle, wo eine elektrische Taschenlampe leuchtete, gegangen. […] Am Tatort sah ich einen Mann tot auf der Erde liegen, mit dem Gesicht zur Erde. Neben ihm stand der Verwalter Bongartz. […] Zugleich sah ich bei dem kleinen eisernen Türchen, das in das Krematoriumsgelände führte, drei Männer weggehen. Es waren, wie ich bestimmt erkannt habe, drei SS-Offiziere. […] Elser hatte einen einzigen Schuss, und zwar einen Genickschuss und war bei unserer Ankunft schon tot. Meiner Ansicht nach war der Schuss aus unmittelbarster Nähe abgegeben worden. Wir mussten den Elser sofort ins Neue Krematorium tragen und anschließend sogleich in dem Ofen verbrennen.“
Vor der Befreiung des Lagers setzte sich Mahl nach München ab und wurde dort bereits Anfang Mai 1945 durch Michel Thomas, der für das Counter Intelligence Corps arbeitete, aufgespürt und festgenommen. Am 15. November 1945 wurde Mahl im Dachau-Hauptprozess, der im Rahmen der Dachauer Prozesse stattfand, aufgrund der Anklage von Kriegsverbrechen vor ein amerikanisches Militärgericht gestellt. Während des Prozesses trug Mahl die gestreifte KZ-Häftlingskleidung. Am 13. Dezember 1945 wurde Mahl mit 35 weiteren Mitangeklagten zum Tod durch den Strang verurteilt. Beim Urteil wurden als individuelle Exzesstaten bei Mahl die Teilnahme an Exekutionen berücksichtigt. Zu seiner Verteidigung führte Mahl an, dass er aus Angst um sein Leben zwangsweise an den Exekutionen teilgenommen habe und auch nur aus Furcht vor einer Verlegung in ein anderes Konzentrationslager sich aktiv um den Posten im Krematorium gekümmert zu haben. Später wurde das Todesurteil auf eine zehnjährige Haftstrafe herabgesetzt und danach weiter reduziert. Mahl wurde im Kriegsverbrechergefängnis Landsberg inhaftiert und im Februar 1952 aus der Haft entlassen.